# Xeranoplium peninsulare
Xeranoplium peninsulare är en skalbaggsart som beskrevs av Chemsak och Linsley 1963. Xeranoplium peninsulare ingår i släktet Xeranoplium och familjen långhorningar. Inga underarter finns listade i Catalogue of Life.